# بیمارستان بقیه الله الاعظم (بشاگرد)
بیمارستان بقیه الله الاعظم بیمارستانی است درمانی واقع در شهر سردشت مرکز شهرستان بشاگرد در استان هرمزگان وابسته به دانشگاه علوم پزشکی هرمزگان است.